# Mezőörs
Mezőörs é um município da Hungria, situado no condado de Győr-Moson-Sopron. Tem 48,48 km² de área e sua população em 2015 foi estimada em 943 habitantes.